# Embalonurovití
Embalonurovití, česky také pochvorepovití (Emballonuridae), představují čeleď letounů, jež čítá přes 50 žijících druhů. Její zástupci se vyskytují především v tropických a subtropických oblastech po celém světě, včetně některých ostrovních stanovišť, jako je Madagaskar, Mikronésie nebo Seychely. Z hlediska širší systematiky je tato čeleď spřízněna s nykteridovitými netopýry (Nycteridae), s nimiž dohromady utváří nadčeleď pochvorepovci (Emballonuroidea). Možná je příbuznost i s madagaskarskou čeledí myzopodovití (Myzopodidae). Nejstarší fosilní nálezy embalonurovitých pocházejí z eocénu Evropy a severní Afriky.
Embalonurovití jsou hmyzožraví netopýři menší až střední velikosti. Hlava se vyznačuje absencí výrazných kožních výrůstků, ušní boltce jsou miskovité, s krátkým víčkem. Jedinečným znakem těchto netopýrů je jednak pachový váček na spodní ploše křídel samců, jenž slouží k vábení samic, a jednak ocas vystupující zhruba z poloviny horní plochy uropatagiální membrány. Blánu na křídlech a ocase mohou tito netopýři dovedně složit a následně se netypicky pohybovat po čtyřech končetinách. Během hřadování spíše ulpívají k povrchu celým tělem, než aby se zavěšovali za zadní končetiny. Ve volné přírodě embalonurovití žijí především ve vlhkých deštných lesích, sezónních poloopadavých lesích či savanových oblastech. Sociální struktury i rozmnožovací chování se mezi druhy značně různí, od komplikovaných harémových uspořádání po monogamii.

## Systematika a evoluce
Čeleď embalonurovitých, odb. Emballonuridae, poprvé popsal francouzský přírodovědec Paul Gervais roku 1855. Odborné jméno vychází z řeckého „emballōn“ („hodit“) a poukazuje na volný konec ocasu, jenž vystupuje z ocasní blány. Původní systematika embalonurovité pokládala za tribus v čeledi netopýrovití (Vespertilionidae); ti dlouhodobě představovali spíše sběrný taxon („waste-basket taxon“) pro celou škálu různých letounů. Zatímco některé skupiny byly osamostatněny až s příchodem molekulární fylogenetiky, embalonurovití jsou jako samostatná čeleď klasifikováni již v souhrnu systematiky letounů od amerického přírodovědce G. S. Millera z roku 1907.
V rámci tradiční systematiky letounů představovali embalonurovití jednu z čeledí početného podřádu netopýři (Microchiroptera). Moderní systematika letounů, na základě níž nejsou původní netopýři monofyletickým taxonem, klasifikuje čeleď embalonurovitých v rámci podřádu netopýrotvaří (Yangochiroptera) a nadčeledi pochvorepovci (Emballonuroidea). Ten vyjma embalonurovitých zahrnuje i starosvětskou čeleď nykteridovitých (Nycteridae). Sporná je pozice čeledi myzopodovití (Myzopodidae), jejíž zástupci dnes přežívají pouze na Madagaskaru. Některé fylogenetické studie ji pokládají za příbuznou s embalonurovitými a nykteridovitými, jindy je však klasifikována spíše jako bazální linie nadčeledi vampýrovci (Noctilionoidea), případně jako taxon netopýrovců (Vespertilionoidea).
Čeleď embalonurovitých je v rámci vnitřní systematiky členěna na dvě podčeledi, Emballonurinae a Taphozoinae. Přehled žijících rodů, čítajících celkem přes 50 popsaných druhů, je znázorněn níže:
čeleď embalonurovití (Emballonuridae)
- podčeleď Emballonurinae Gervais, 1855
  - tribus Diclidurini Gray, 1866
    - rod Balantiopteryx Peters, 1867
    - rod Centronycteris Gray, 1838
    - rod Cormura Peters, 1867
    - rod Cyttarops Thomas, 1913
    - rod Diclidurus Wied-Neuwied, 1820
    - rod Peropteryx Peters, 1867
    - rod Rhynchonycteris Peters, 1867
    - rod Saccopteryx Illiger, 1811

  - tribus Emballonurini Gervais, 1855
    - rod Coleura Peters, 1867
    - rod Emballonura Temminck, 1838
    - rod Mosia Gray, 1843
    - rod Paremballonura Goodman & kol., 2012
- podčeleď Taphozoinae Jerdon, 1867
  - rod Saccolaimus Temminck, 1838
  - rod Taphozous E. Geoffroy, 1818

Doba divergence čeledi byla odhadnuta na přibližně 51 milionů let, přičemž fosilní nálezy jsou známy již od středního eocénu. Jmenovat lze jak druh Tachypteron franzeni z německého dolu Messel, tak zástupce vyhynulého rodu Vespertiliavus z francouzského souvrství Quercy. Souhrnná studie z roku 2016 informuje i o afrických nálezech, včetně nově popsaných primitivních forem Chambinycteris pusilli a Pseudovespertiliavus parva, jakož i odvozenějších druhů, morfologicky podobných zástupcům z Quercy (? V. aenigma, V. kasserinensis). Geografické rozšíření rodu Vespertiliavus tak poukazuje na schopnost raných embalonurovitých překonat oceán Tethys mezi severní Afrikou a jižní Evropou již v průběhu středního eocénu. Kolonizace Jižní Ameriky, resp. neotropické oblasti, pravděpodobně proběhla přes oceán z afrického kontinentu; americký tribus Diclidurini je na základě fylogenetických analýz vnořen v rámci starosvětských zástupců. Divergence mezi starosvětskými a novosvětskými liniemi je odhadována do období oligocénu před asi 30 miliony lety. Kolonizace Austrálie zřejmě proběhla během středního, max. pozdního miocénu, a to skrze orientální oblast a následně napříč řetězec ostrovů mezi Sulawesi a Novou Guineu, anebo jižní cestou přes Malé Sundy.

## Popis

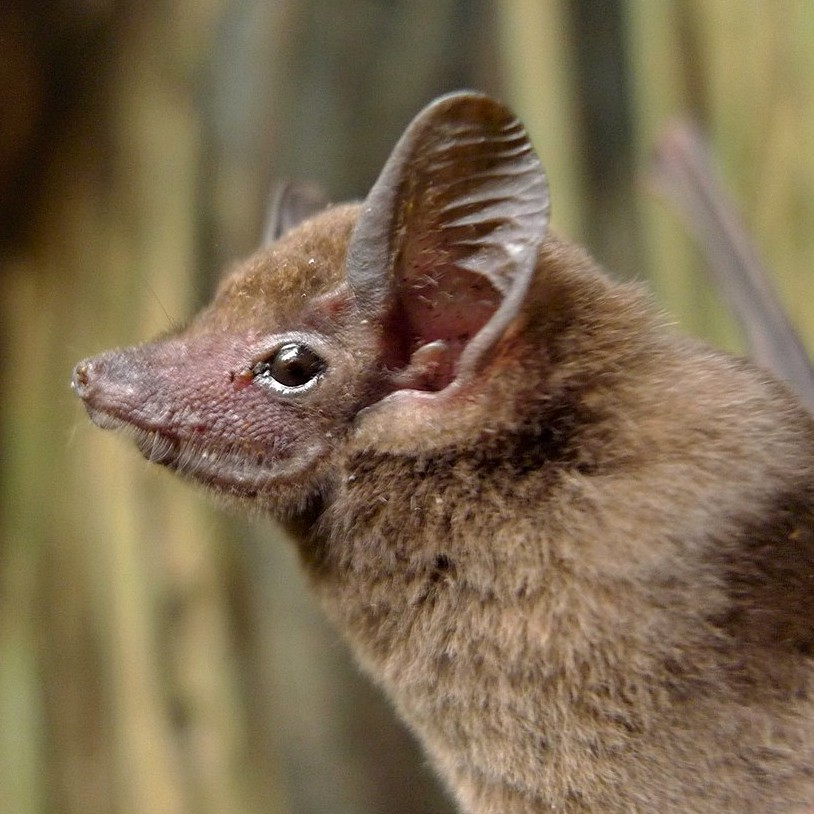
Netopýr buldočí (Coleura afra), detail hlavy

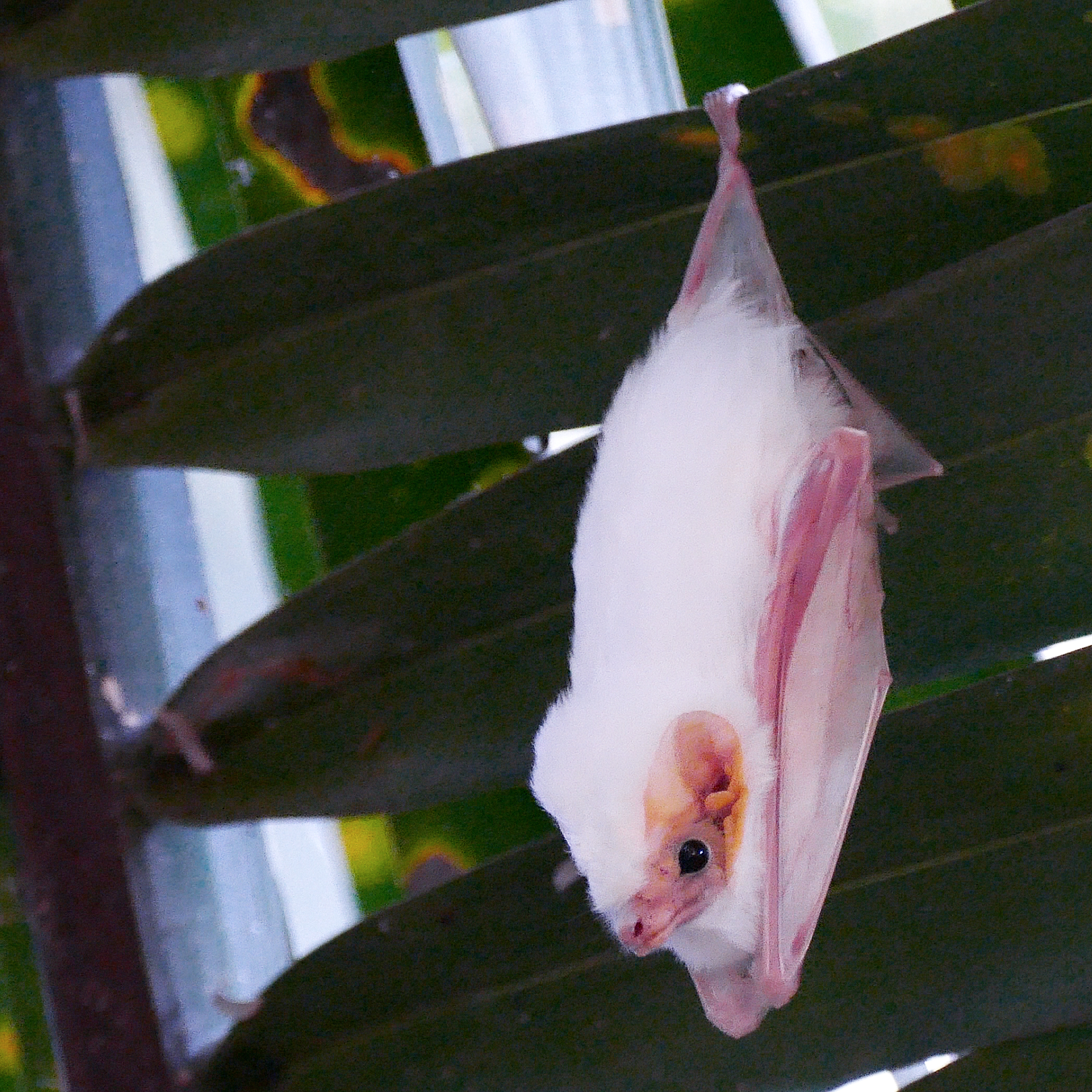
Netopýr bílý (Diclidurus albus)

Embalonurovití jsou netopýři menší až střední velikosti, přičemž délka hlavy a těla se pohybuje mezi 36–160 mm, délka předloktí mezi 36–100 mm a celková tělesná hmotnost mezi 3–100 g. Rozpětí křídel menších zástupců činí asi 240 mm, naopak u rodu Saccolaimus může dosahovat až k téměř 700 mm. U většiny druhů embalonurovitých se v rámci velikosti objevuje pohlavní dimorfismus, kdy samice jsou o něco větší ve srovnání se samci. Osrstění je obecně hnědé nebo šedohnědé, někteří embalonurovití jsou nicméně pestřejší, často s odlišně zbarvenou hřbetní a břišní částí či určitým barevným vzorem, jako jsou různé skvrnky, proužky atp. Nejpozoruhodnější zbarvení mají nejspíše jihoameričtí netopýři rodu Diclidurus, jejichž zástupci mohou mít čistě bílé barvu.
Hlava se vyznačuje absencí výrazných kožních výrůstků, jako jsou „nosní lístky“ pozorované u listonosovitých a jiné podobné struktury. Obličej má typicky komolý tvar. Kožovité ušní boltce, většinou široké, miskovité a často mírně zahnuté, jsou orientovány směrem dopředu. Doplňuje je krátké ušní víčko neboli tragus. Ocas je poměrně krátký a jedinečný tím, že vystupuje zhruba z poloviny horní plochy uropatagiální membrány. Při letu se může podílet na manévrovacích funkcích. Především pro samce novosvětských zástupců je typický také pachový váček na spodní ploše křídel, jenž vyrůstá blízko lokte a pomocí něhož mohou tito netopýři vylučovat páchnoucí sekret červené barvy. Ten zřejmě zastává úlohu chemického atraktantu, sloužícího k vábení opačného pohlaví – u samic samotných bývá váček pouze rudimentární. Váčkovité žlázy se mohou objevovat rovněž na hrdle.
Kostra kombinuje řadu primitivních znaků s některými odvozenými strukturami. Určitými vlastnostmi lebky, konkrétně výraznými postorbitálními výběžky a značně redukovanými mezičelistními kostmi, jež nejsou pevně srostlé ani navzájem, ani s horní čelistí, se embalonurovití podobají spíše kaloňovitým. Celkový zubní vzorec je proměnlivý co se týče počtu řezáků, činí 1–2.1.2.32–3.1.2.3 = 30 až 34 zubů. Střižné plochy stoliček mívají tvar písmene W, což je typické pro hmyzožravé druhy. Ramenní a loketní kloubní spojení jsou primitivní stavby. Výrazným odvozeným znakem skeletu je naopak zmenšení počtu článků prstů, kdy ve druhém prstu přední končetiny dokonce došlo k jejich kompletnímu vymizení, pouze se zachováním záprstní kůstky neboli metakarpu. Třetí prst nese pouze dva články, z toho první, resp. proximální článek se v klidu sklápí na svrchní plochu záprstí, zatímco druhý článek se ohýbá přes něj, čímž dochází ke „zmenšení“ křídel. Odvozený způsob skládání křídel a létacích membrán na křídlech a ocasu umožňuje mj. hbitý pohyb po čtyřech končetinách, pro netopýry nepříliš typický.

## Chování a ekologie

### Výskyt a stanoviště

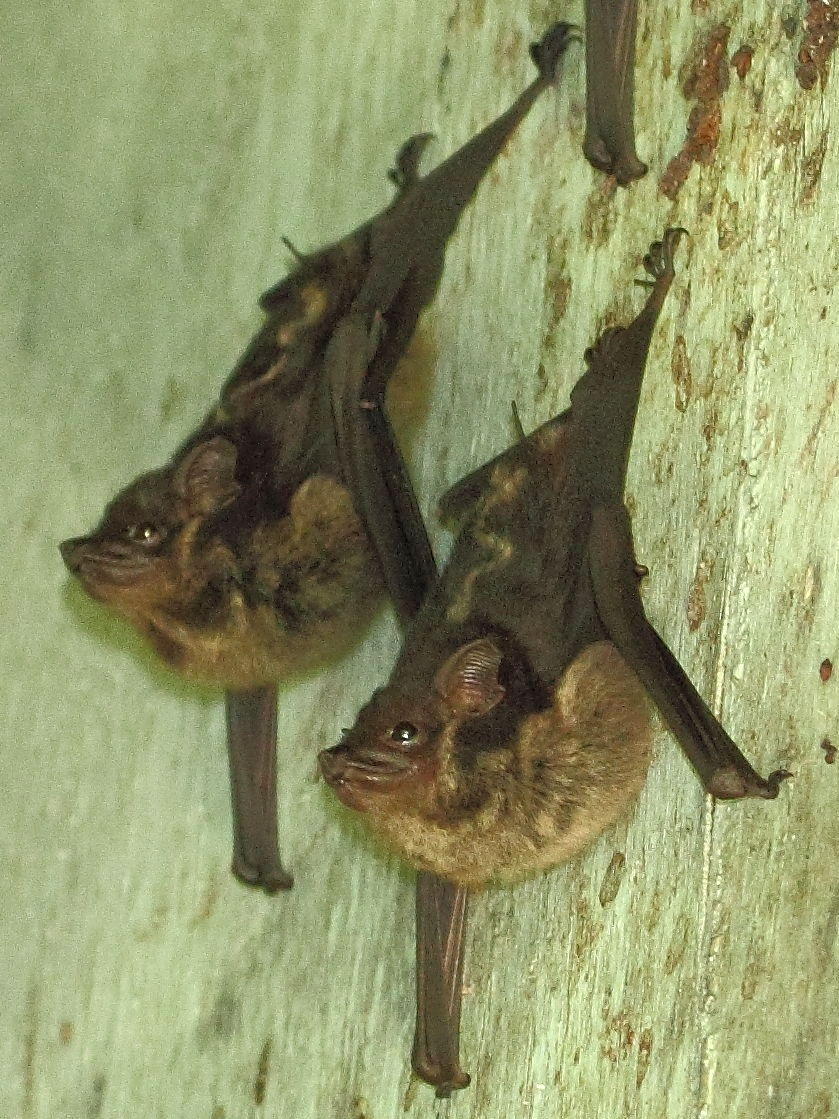
Párek amerických netopýrů druhu Saccopteryx leptura na kolmé stěně

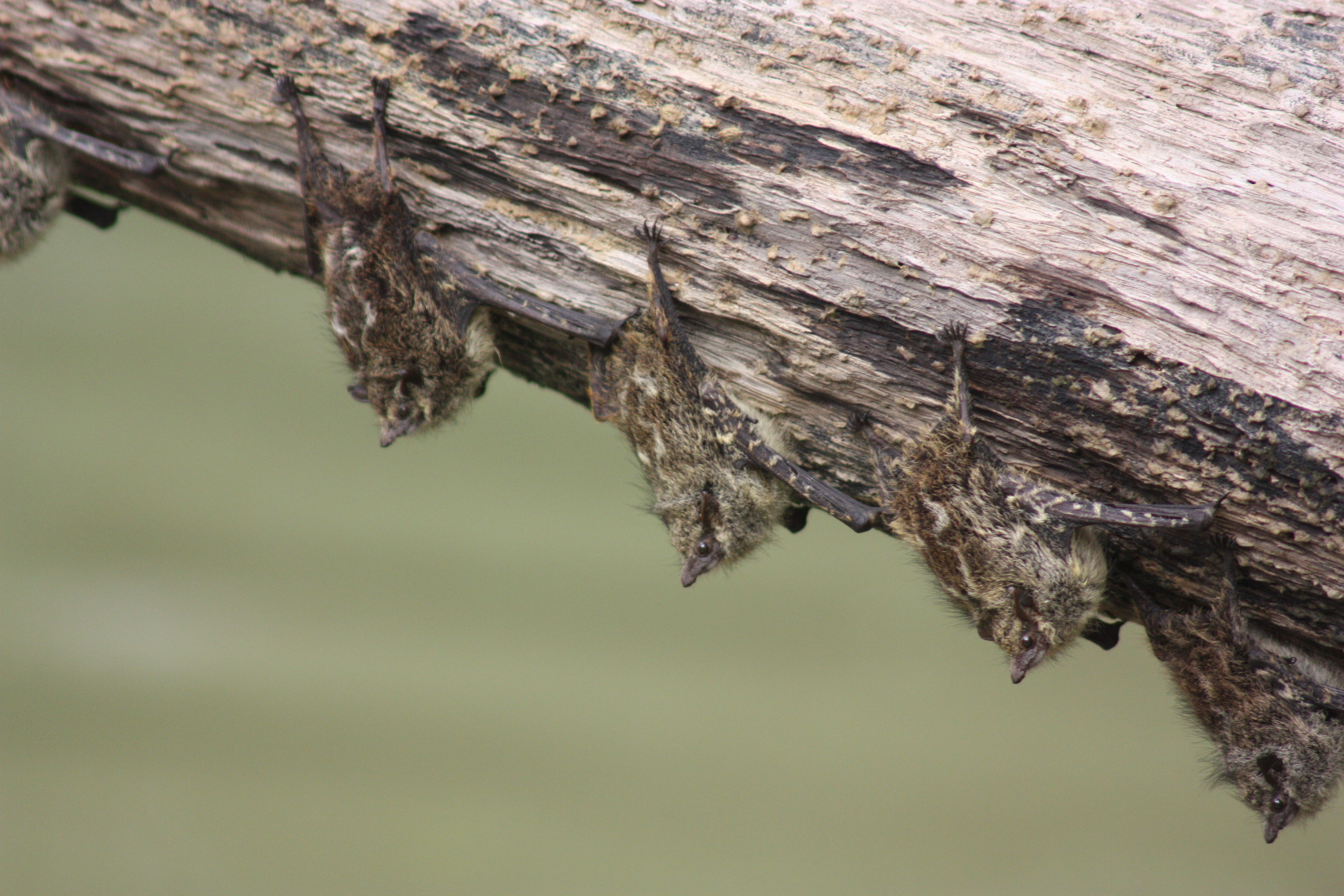
Skupina netopýrů dlouhonosých maskovaných na kmeni stromu

Embalonurovití se přirozeně vyskytují především v tropických a subtropických regionech Starého i Nového světa. Areál výskytu se táhne od afrotropické oblasti přes orientální oblast až do australské zoogeografické oblasti, dále pak zahrnuje neotropickou oblast od jižního Mexika po severní Argentinu. Velmi často jsou tito netopýři zastoupeni i na různých ostrovních stanovištích. Členové rodu Paremballonura se například vyskytují výhradně na Madagaskaru, netopýr seychelský (Coleura seychellensis) je zase endemitem stejnojmenného souostroví a původní areál výskytu dnes již ohroženého netopýra samojského (Emballonura semicaudata) zahrnoval četné oceánské ostrovy, včetně Fidži, Mikronésie, Vanuatu, Tongy či Samojských ostrovů.
Druhová diverzita embalonurovitých se obecně zvyšuje směrem k rovníku. Tento fenomén je dáván do souvislostí s větší rozmanitostí a celoroční dostupností potravy v tropech oproti mírným stanovištím. V lokálním měřítku je nicméně podstatnější proměnnou spíše počet vhodných úkrytů nežli hojnost potravy. Některé populace embalonurovitých, konkrétně např. australské druhy, mohou nejspíše provádět lokální migrace.
Biotopem jsou, v závislosti na druhu, vlhké deštné lesy, sezónní poloopadavé lesy či savanové oblasti. Oproti jiným netopýrům dávají embalonurovití přednost částečně prosluněným a dobře odvětraným prostorám. Hřadoviště embalonurovitých tak bývají – ve srovnání s hřadovišti některých jiných čeledí netopýrů – často přístupnější lidským pozorovatelům. Běžnými úkryty se stávají různé okraje jeskyní, skalní štěrbiny, případně lidské stavby. Některé druhy, jako netopýr černovousý (Taphozous melanopogon), jenž žije v jižní a jihovýchodní Asii, umělá hřadoviště dokonce preferují. Jiní embalonurovití využívají ke hřadování stromové dutiny či dostupnou vegetaci. Společným znakem podobných netopýrů je často pruhovaný či skvrnitý vzor na srsti, jenž slouží jako maskování. Například jihoamerický netopýr dlouhonosý (Rhynchonycteris naso) či východoafrický netopýr mauricijský (Taphozous mauritianus) mohou díky svému kryptickému zbarvení odpočívat přímo na kmenech vzrostlých stromů, aniž by zde byli nápadní. S tím se pojí i další vlastnost typická pro tyto netopýry: ve srovnání s jinými letouny se jen málo druhů zavěšuje za zadní končetiny, ale naopak celým povrchem těla ulpívá k povrchu. Někdy mohou dokonce značnou rychlostí pobíhat po vodorovných, a dokonce i svislých plochách: například netopýři rodu Taphozous se v takovém případě pohybují do stran podobně jako krabi.

### Potrava a denní aktivita

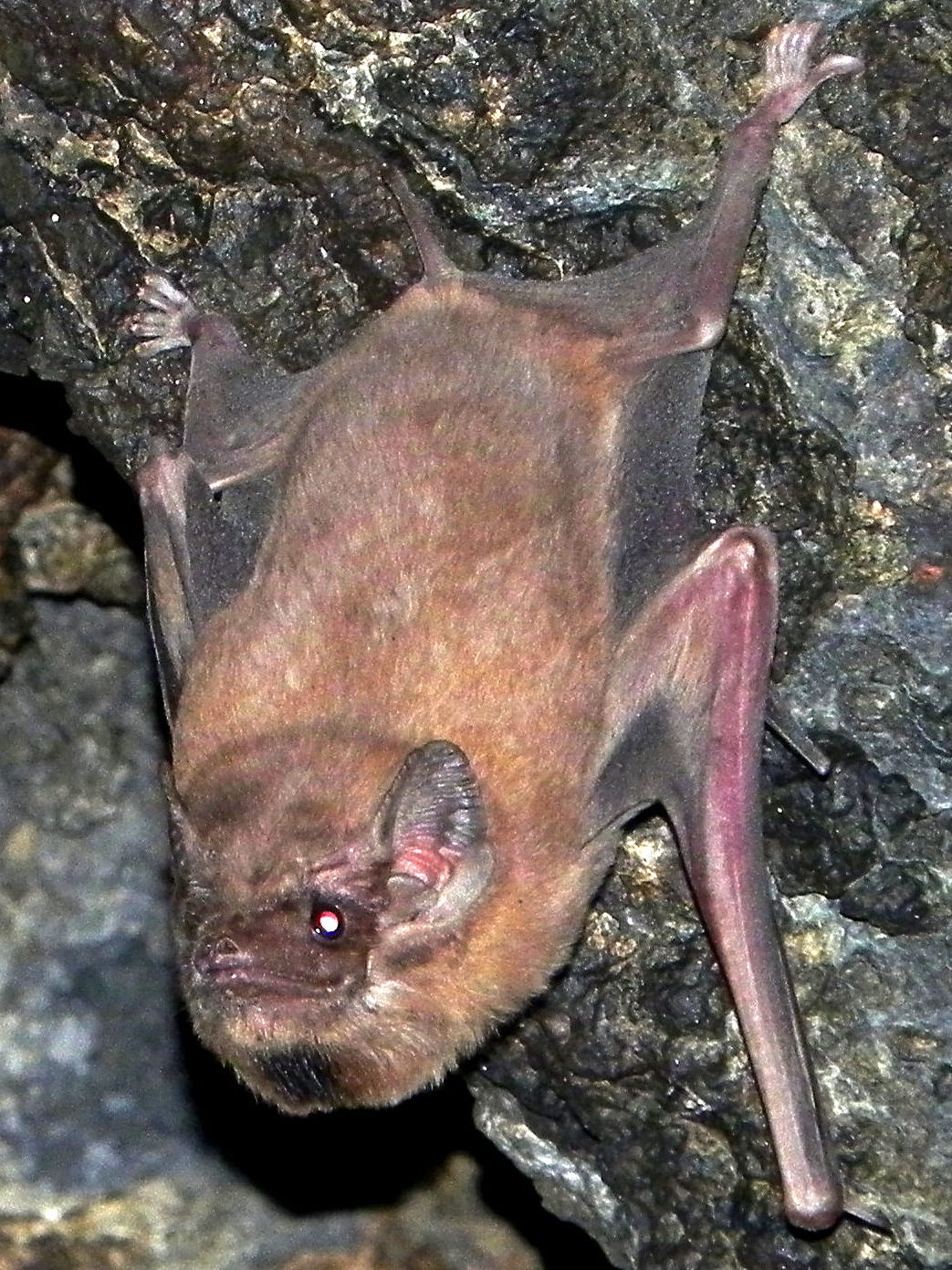
Netopýr černovousý (Taphozous melanopogon)

Embalonurovití netopýři jsou převážně hmyzožraví, ačkoli příležitostně se mohou živit i plody ovocných stromů. Loví především menší druhy hmyzu, hlavně brouků a dvoukřídlých, kterých se zmocňují přímo za letu. Některé druhy mohou kořist sbírat i z listů. Jde o časně aktivní netopýry; na lov se vydávají se začátkem večera, a to typicky ještě dříve než zástupci ostatních čeledí letounů. Když panuje špatné počasí, není výjimkou ani lov v průběhu odpoledních hodin.
K orientaci v prostoru embalonurovitým slouží echolokace, schopnost, která se objevuje i u ostatních skupin netopýrů. Podobně jako u jiných letounů – až na vzácné výjimky – jsou echolokační pulzy vytvářeny prostřednictvím hrtanu. Následně dochází k jejich vysílání skrze otevřenou tlamu, což je typické pro letouny bez výrazných nosních lístků. Tlama embalonurovitých při vysílání echolokačních pulzů zaujímá tvar písmene O. Samotná echolokační volání mohou být jak frekvenčně modulovaná (FM), tak s konstantní frekvencí (CF).
Embalonurovití se napříč čeledí různí, co se týče stavby křídel, biomechaniky letu a tím i preferovaného způsobu získávání potravy. Řada druhů vykazuje pomalý, třepotavý let, jenž je připodobňován letu motýlímu. Naproti tomu někteří zástupci rodu Taphozous mají střední až vysoké poměry stran a střední až extrémně vysoké zatížení křídel, což z nich činí rychlé, či dokonce velmi rychlé letce, byť se zhoršenou schopností manévrovat. Potravu si tak tito netopýři shání spíše v nepřehledných otevřených prostranstvích vysoko nad zemí a stromovím. Někteří z nich se mohou pohybovat i 500 až 600 metrů nad terénem, jak prokázalo terénní pozorování netopýra mauricijského v jižní Africe. Netopýři dlouhonosí z rodu Rhynchonycteris typicky loví nad otevřenou vodní hladinou, zatímco například američtí netopýři rodu Diclidurus se zmocňují hmyzu nad stromovým baldachýnem.

### Sociální struktura a rozmnožování

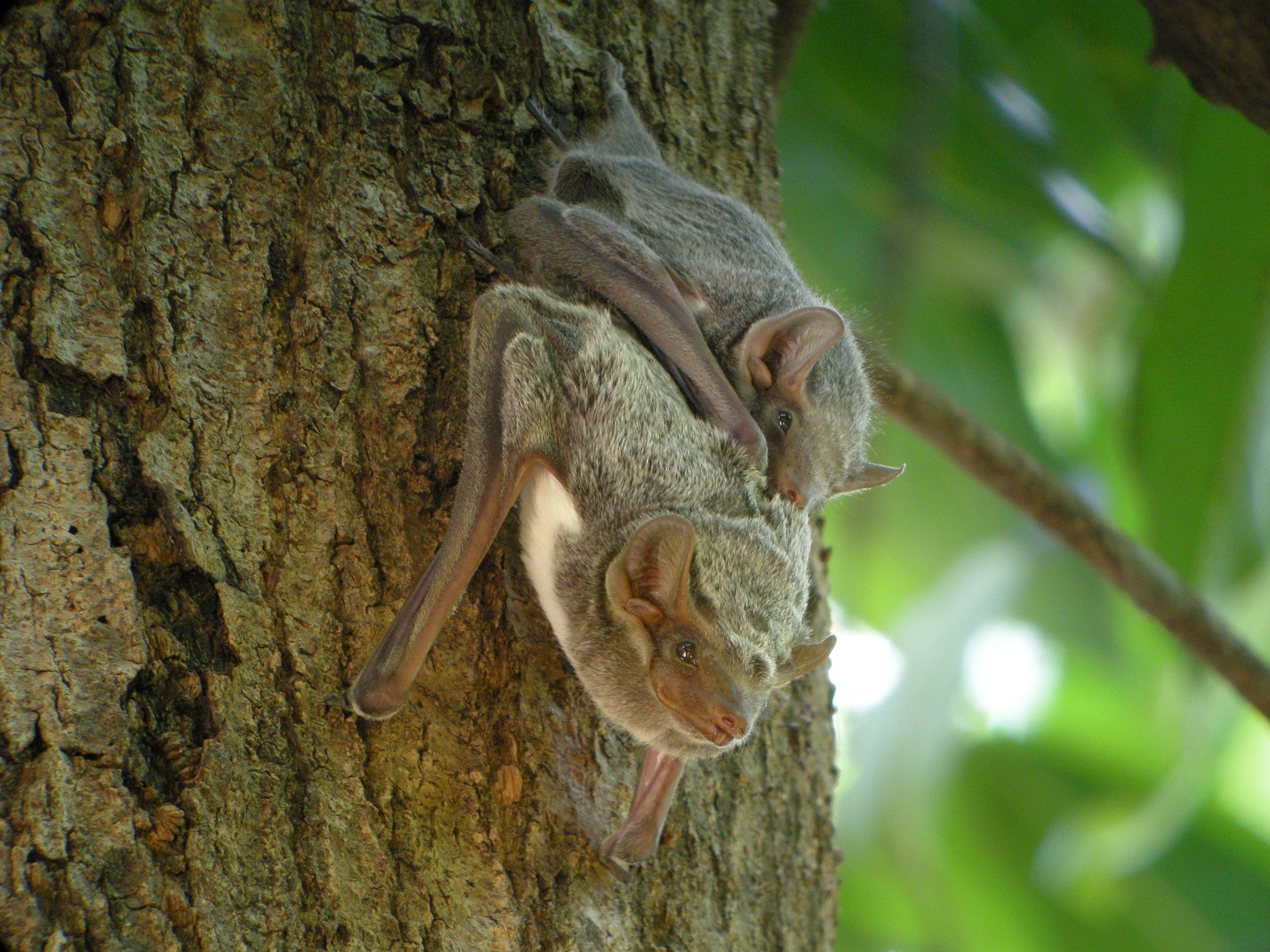
Dvojice netopýrů mauricijských

Sociální systémy embalonurovitých mohou být rozmanité, od samotářsky žijících zástupců přes druhy tvořící harémy až po zástupce žijící v menších či větších koloniích. Mezi nejspolečenštější druhy patří netopýr buldočí (Coelura afra), jehož kolonie mohou čítat až 50 000 jedinců, přičemž každý z nich se vrací na přesně určené místo na svém hřadovišti. Netopýři ke vzájemné komunikaci využívají tzv. sociální volání, jež jsou slyšitelná i člověku. V případě embalonurovitých však existují i náznaky toho, že ke vzájemné komunikaci mohou využívat rovněž echolokační signály.

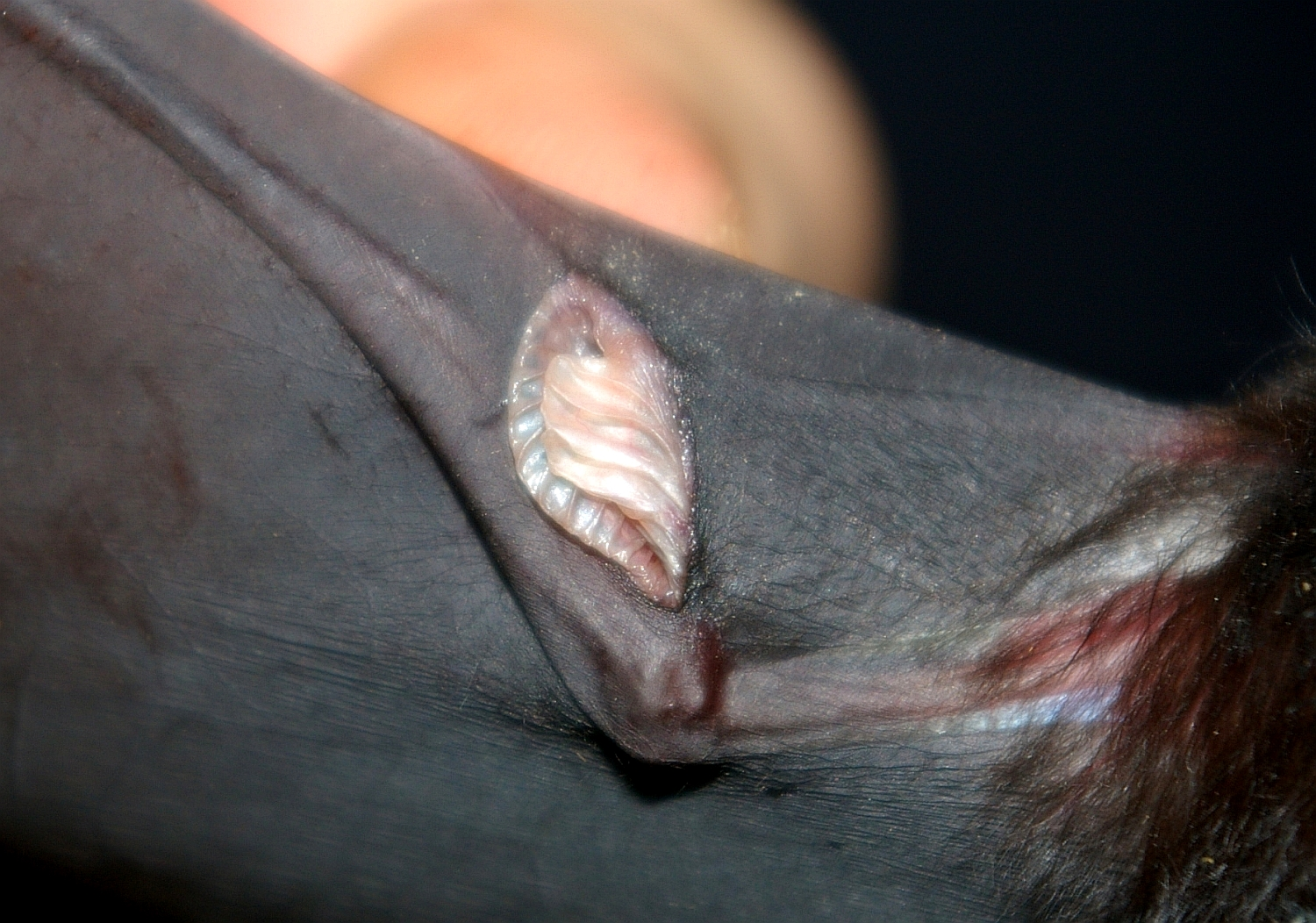
Křídelní váček netopýra vakového

Velmi podrobně byla popsána především pozoruhodná sociální struktura a rozmnožovací chování amerického netopýra vakového (Saccopteryx bilineata). Samci netopýrů vakových si vydržují harém několika samic, tyto samice však pravidelně přelétávají mezi několika harémy různých samců, kvůli čemuž je každý z nich otcem pouze méně jak třetiny mláďat ve svém harému. Samci, kteří si harémy vymezují, však mají přesto v průměru vyšší biologickou zdatnost ve srovnání se samci, kteří si harémy nevydržují. Proto se jim vyplatí snažit se udržet stávající samice, popřípadě přivábit samice nové, přičemž nezbytnou úlohu v takovém případě zastávají pachové váčky na křídlech. Ty sice postrádají exkreční funkci, ale samci si do nich pravidelně impregnují směs slin, moči a genitálních sekretů; během letu pak pachové stopy „rozdmýchávají“ směrem k hřadujícím samicím. Vyjma chemických atraktantů vydávají samci těchto netopýrů rovněž komplexní, druhově specifická volání. Mladí samci se této dovednosti učí od jednoho nebo více starších samců, přičemž na základě produkovaných volání mohou příslušní netopýři individuálně rozeznávat jednotlivé soupeře.
Naproti tomu příbuzný druh Saccopteryx leptura není teritoriální a během rozmnožování nevykazuje podobné komplikované etologické projevy. Několik embalonurovitých je pak dokonce monogamních; příkladem podobného druhu je například netopýr Cormura brevirostris ze Střední a Jižní Ameriky.
Samice embalonurovitých netopýrů obvykle rodí jedenkrát ročně a vrh čítá pouze jediné mládě. Porody mohou vykazovat určitou sezónnost, často v takovém případě spadají na začátek období dešťů. Výjimky z tohoto obecného vzorce existují, a především menší druhy, jako netopýr dlouhonosý, mohou rodit i dvakrát za rok. V některých případech se navíc samice sice mohou v určitou dobu spářit, ale porody jsou načasovány tak, aby mládě přišlo na svět až do ideálních podmínek; tohoto cíle může být dosaženo několika různými způsoby. Například samice netopýra lysobřichého si mohou určitou dobu uchovávat samčí spermie v životaschopném stavu, a samotné oplození tak odložit; toto chování je jinak typické především pro netopýrovité. Netopýr Hildegardin (Taphozous hildegardeae) naproti tomu volí cestu odložené nidace, kdy sice dojde k oplození, ale nikoli k uhnízdění blastocysty v děložní stěně; tento fenomén byl v rámci jiných čeledí netopýrů pozorován například u létavců. Konečně, v některých případech může dojít i ke zpomalení vývoje samotného zárodku: takovou strategii někdy volí africký netopýr buldočí.

## Ohrožení

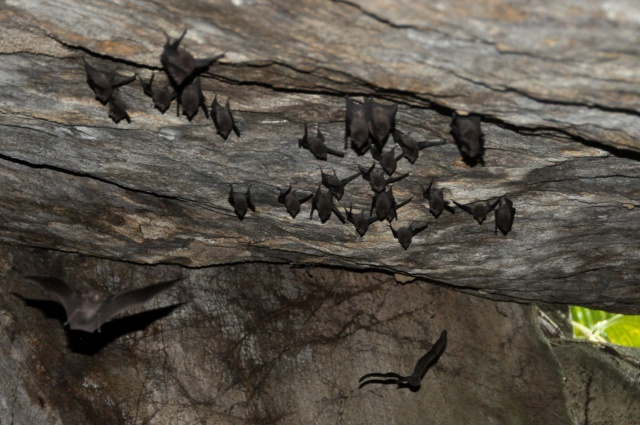
Kolonie netopýrů seychelských

K březnu roku 2023 považoval Mezinárodní svaz ochrany přírody (IUCN) celkem 7 druhů embalonurovitých za obecně ohrožené, z toho 3 druhy spadaly mezi zranitelné, 3 mezi ohrožené a 1 druh byl kriticky ohrožený vyhynutím. Celkem 2 druhy byly zařazeny mezi téměř ohrožené. Status 7 embalonurovitých IUCN považoval za nejasný, celkem 38 druhů pak spadalo mezi málo dotčené a žádný druh nebyl pokládán za novodobě vyhynulý.
Hlavním důvodem ohrožení bývá typicky ztráta přirozeného prostředí. Především druhy vázané na tropické lesy mohou být postupně vystavovány čím dál tím většímu tlaku lidských zásahů na původní stanoviště. Zvláště výrazný dopad mohou takové aktivity mít na druhy, jejichž celková populace je situována pouze v rámci několika konkrétních hřadovišť; příkladem je ohrožený netopýr Saccopteryx antioquensis, jenž je svým výskytem omezen pouze na dvě lokality v zalesněných krasových oblastech kolumbijského regionu Antioquia. Jediným kriticky ohroženým druhem embalonurovitého netopýra k roku 2023 byl netopýr seychelský (Coleura seychellensis). Jde o endemita několika ostrovů v rámci Seychelského souostroví, přičemž jeho populace byly vystaveny devastujícímu mýcení lesních porostů na přelomu 19. a 20. století. Původní lesní mozaiky, tvořené stromovými porosty a otevřenými prostranstvími, byly nahrazeny plantážemi kokosovníků, které nemohly udržet dostatečné počty hmyzu, jenž je klíčovým zdrojem potravy pro netopýry. Jejich zbývající populace navíc zůstávají pod tlakem invazních rostlin a živočichů. IUCN celkový počet všech jedinců odhaduje na méně než 100 dospělců.
Naproti těmto druhům s nejistou budoucností je nutno uvést i řadu oportunistických embalonurovitých, kteří prosperují i v pozměněných, či přímo synantropních stanovištích. Příkladem je netopýr dlouhonosý, netopýr vakový či některé druhy v rámci rodu Taphozous, jež úspěšně koexistují v blízkosti člověka.